# Verordnung über internationalen Kraftfahrzeugverkehr
Die Verordnung über internationalen Kraftfahrzeugverkehr (IntKfzV) war seit dem 12. November 1934 (RGBl. I S. 1137) Teil der Straßenverkehrs-Ordnung und das Ergebnis des
Internationalen Abkommens über Kraftfahrzeugverkehr vom 24. April 1926, welches das Internationale Abkommen über den Verkehr mit Kraftfahrzeugen vom 11. Oktober 1909 in Paris novellierte. Die Verordnungsermächtigung geht auf §§ 6, 27 des Gesetzes über den Verkehr mit Kraftfahrzeugen aus dem Jahre 1909 (RGBl. S. 437) zurück.
Zuwiderhandlungen gegen die IntKfzV wurden gemäß den Tatbeständen 223 und 234 bis 242 des deutschen Bußgeldkatalogs geahndet.
In § 2 wurde die Verwendung des länglich-runden (ovalen) Nationalitätszeichens geregelt und wurde mit Wirkung zum 1. März 2007 aufgehoben (seitdem § 10 FZV). Weitere Vorschriften gehen in die Fahrzeug-Zulassungsverordnung über. Da mit der Änderung nur noch die §§ 4, 8–11, 13, 14 IntKfzV existieren, entschloss sich der Verordnungsgeber, diese dem Fahrerlaubnisrecht zuzuordnenden Vorschriften in naher Zukunft in die Fahrerlaubnis-Verordnung zu überführen (Bundesrats-Drucksache 302/08). Dies geschah mit Wirkung vom 30. Oktober 2008.